# Lodi (Nova Jérsei)
Lodi é um distrito localizado no estado americano de Nova Jérsei, no Condado de Bergen.

## Demografia
Segundo o censo americano de 2000, sua população era de 23.971 habitantes.
Em 2006, foi estimada uma população de 24.310, um aumento de 339 (1.4%).

## Geografia
De acordo com o United States Census Bureau, Lodi tem uma área de 5,9 km², dos quais 5,9 km² cobertos por terra e 0,0 km² cobertos por água.

## Localidades na vizinhança
O diagrama seguinte representa as localidades num raio de 4 km ao redor de Lodi.